# Гравець року ФІФА 2000
«Гравець року ФІФА» за підсумками 2000 року був оголошений 11 грудня 2000 року в телестудії у Римі. Це було десяте нагородження трофеєм «Гравець року ФІФА», започаткованого ФІФА у 1991 році. Лауреатом нагороди вдруге став французький півзахисник італійського клубу «Ювентус» Зінедін Зідан (переможець чемпіонату Європи 2000 року).
Переможець визначався за підсумками голосування серед 150 тренерів національних команд світу. Кожен із тренерів визначав трійку найкращих футболістів, окрім співвітчизників. Перше місце оцінювалось у п'ять балів, друге — три бали, третє місце — 1 бал.

## Підсумки голосування
| №  | Гравець            | Клуб(и)           | Країна     | Голоси | Голоси | Голоси | Голоси | Очки |
| №  | Гравець            | Клуб(и)           | Країна     | 1º     | 2º     | 3º     | Разом  | Очки |
| -- | ------------------ | ----------------- | ---------- | ------ | ------ | ------ | ------ | ---- |
| 1  | Зінедін Зідан      | Ювентус           | Франція    | 59     | 21     | 12     | 92     | 370  |
| 2  | Луїш Фігу          | Барселона Реал    | Португалія | 38     | 36     | 31     | 105    | 329  |
| 3  | Рівалдо            | Барселона         | Бразилія   | 22     | 43     | 24     | 89     | 263  |
| 4  | Габрієль Батістута | Фіорентіна Рома   | Аргентина  | 7      | 6      | 4      | 17     | 57   |
| 5  | Андрій Шевченко    | Мілан             | Україна    | 5      | 6      | 5      | 16     | 48   |
| 6  | Девід Бекхем       | Манчестер Юнайтед | Англія     | 4      | 3      | 12     | 19     | 41   |
| 7  | Тьєррі Анрі        | Арсенал           | Франція    | 3      | 3      | 11     | 17     | 35   |
| 8  | Алессандро Неста   | Лаціо             | Італія     | -      | 6      | 5      | 11     | 23   |
| 9  | Патрік Клюйверт    | Барселона         | Нідерланди | 1      | 5      | 2      | 8      | 22   |
| 10 | Франческо Тотті    | Рома              | Італія     | 2      | -      | 4      | 6      | 14   |
| 10 | Рауль              | Реал              | Іспанія    | ?      | ?      | ?      | ?      | 14   |